# 미리암 부트케라이트
미리암 부트케라이트(독일어: Miriam Butkereit, 1994년 5월 8일~)는 독일의 유도 선수로 2024년 하계 올림픽 여자 미들급 은메달을 획득했다. 또한 세계 선수권 대회에서 동메달 3개를 획득했으며 유러피언 게임에서 혼성 단체전 은메달(2023)을 획득했다.